# László Endre (író)
László Endre, eredeti neve: Páskuj Endre (Bánffyhunyad, 1900. május 30. – Budapest, 1987. december 26.) író, dramaturg, rajzfilm- és rádiós rendező, sci-fi-író, festőművész.

## Családja
Az erdélyi örmény Páskuj / Paskulián család leszármazottja.

## Pályája
Budapesti érettségi után – bár állítása szerint színvak volt – Csók István tanítványaként a Képzőművészeti Főiskola festő tanszakán szerzett diplomát. Később a Nemzeti Zenedében tanult és mozikarmesterként, majd egy kispesti iskolában rajztanárként dolgozott. 1934-től rajzfilmeket (főleg reklámfilmeket) készített a Magyar Filmirodában, az első magyar rajz-reklámfilmes volt. 85. születésnapján a Magyar Népköztársaság Csillagrendjével tüntették ki.

### A Rádiónál
A kísérleti televíziónál eltöltött időszak után 1948-tól a Magyar Rádiónál dolgozott, előbb mint zenei munkatárs, majd mint rendező.
- Kemény Egon – Gál György Sándor – Erdődy János: „Komáromi farsang” (1957) Daljáték 2 részben Csokonai Vitéz Mihály – Ilosfalvy Róbert, Zenthe Ferenc, Lilla – Házy Erzsébet, Korompai Vali, Deák Sándor, Gönczöl János, Berky Lili, Bilicsi Tivadar, Szabó Ernő, Hlatky László, Fekete Pál, Lehoczky Éva, Völcsey Rózsi, Gózón Gyula, Rózsahegyi Kálmán A Magyar Rádió Szimfonikus Zenekarát Lehel György vezényelte Zenei rendező: Ruitner Sándor. Rendező: László Endre.

Ő volt az első magyar rádiós sorozat, szappanopera, A Szabó család rendezője 1959. június 30-tól 1987-ig. A rádiójáték több évtizeden keresztül rendkívüli népszerűségnek örvendett, hallgatók százezreit ültette hétfőnként a rádiókészülékek elé, hogy nyomon kövessék Szabóék életének fordulatait.
Gyermekműsorokat és adaptációkat is készített, számos hangjátékot rendezett. Legnépszerűbb sorozatai:
- Kíváncsiak Klubja
- Csinn-Bumm Cirkusz
- Csilicsala csodái
- Mikrobi
- Szíriusz kapitány-sorozat
  - Szíriusz kapitány színre lép (1977)
  - Szíriusz kapitány haragszik (1978)
  - Szíriusz kapitány és a Csillaglány (1979)
  - Szíriusz kapitány fogságba esik (1980)
  - Szíriusz kapitány veszélyben(1981)
  - Szíriusz és Corinta (1982)
  - Szíriusz és az ősember (1983)
  - Szíriusz és a Rettenetes Vendég (1984)
  - Szíriusz és a Holdon nyíló Bársonyrózsa (1985)
  - Szíriusz és az emberke (1986)
  - Szíriusz és a 12 nevelőnő (1987)
  - Szíriusz és az ibibik (1988) László Endre halála után kiegészítette: Erőss Ágota
  - Szíriusz és a robot (1989) László Endre vázlatai alapján írta: Erőss Ágota
- A Szabó család rendezője 1959-től haláláig.

### Írói munkássága
Egyes rádiós műsorait később színpadra is alkalmazta. Színpadi műve, melyet 1967-ben Majoros Istvánnal együtt írt az Anyámasszony katonája. A Szíriusz kapitány főszereplésével készült rádiójáték-sorozata ifjúsági regénysorozatként is megjelent, de csupán az író 80 éves korában. A sorozat kötetei:
- Jóholdat, Szíriusz kapitány! (Budapest, Móra Könyvkiadó, 1981)
- Szíriusz kapitány és Csillaglány (Budapest, Móra Könyvkiadó, 1984)
- Szíriusz kapitány és Corinta (Budapest, Móra Könyvkiadó, 1986)
- Szíriusz kapitány fogságban (Budapest, Móra Könyvkiadó, 1987)
- Szíriusz és az emberke (Budapest, Móra Könyvkiadó, 1988)
- Szíriusz és az ősember (Budapest, Móra Könyvkiadó, 1989)

## Diszkográfia
- Kemény Egon – Gál György Sándor – Erdődy János: „Komáromi farsang” daljáték, Breaston & Lynch Média, 2019

## Díjai, elismerései
- SZOT-díj (1985)
- A Magyar Népköztársaság Csillagrendje (1986)